# Per Alm
Per Alm, född 28 mars 1943 i Stockholm, är en svensk läkare och professor i patologi. 

## Biografi
Per Alm föddes i Stockholm men växte upp i Växjö. Efter studentexamen där 1962 påbörjade han samma år medicinstudier vid Lunds universitet. 1971 blev han medicine doktor och docent i histologi och verkade därefter på olika lärar- och forskarbefattningar i såväl detta ämne som i anatomi. Sedan 1978 har han varit verksam vid patologisk-cytologiska kliniken vid Universitetssjukhuset i Lund samt vid institutionen för patologi vid Lunds universitet. Alm utnämndes 1995 till biträdande professor i patologi och 1996 till professor och överläkare i samma ämne. 
Vid Alms installation som professor 1996 beskrevs hans forskning enligt följande: 
En löpande linje i forskningsverksamheten har alltsedan den prekliniska tiden varit autonoma innervationsmekanismer och patofysiologiska förändringar i särskilt urinvägar och genitalorgan. De senaste årens forskning har varit fokuserad på kväveoxids och kolmonoxids roller vid neurotransmission och vid skador i perifer och centralnervös vävnad.
Alm är ledamot av Kungliga Fysiografiska Sällskapet i Lund, vars præses han var 2005 och där han 2008–2010 var skattmästare; sedan 2010 är han ständig sekreterare och tillika skattmästare där. Per Alm är också medlem av Kungliga Humanistiska Vetenskapssamfundet i Lund. 
Alm utsågs 2008 av läkarstudenterna vid medicinska fakulteten i Lund till årets "Mäster",och valdes 2009 till inspektor för Göteborgs nation i Lund. Han har ett rikt engagemang i olika föreningar och sällskap, däribland Lunds studentsångförening och Samfundet SHT. I det senare var han 1989-2007 generalsekreterare i lundalogen Absalon.